# Schiffsmaße
Unter Schiffsmaßen versteht man unterschiedliche technische Daten wie Masse- und Raumangaben, Verdrängung, Tragfähigkeit, Tiefgang, Länge und Geschwindigkeit eines Schiffes. Die folgenden Angaben gelten für Seeschiffe. Angaben zu Schiffsgrößen und Schiffsleistungen variieren aufgrund ihrer unterschiedlichen Zweckrichtung und unterschiedlicher nationaler Maßeinheiten.

## Praktische Bedeutung
Die Größe eines Schiffes und seine Außenmaße sind essenzielle Parameter für die Schiffsführung. Je größer ein Schiff ist, desto mehr Waren oder Passagiere können damit befördert werden, umgekehrt ist aber auch eine größere Zahl an Besatzungsmitgliedern notwendig und gewisse Häfen können eventuell nicht angelaufen werden. Eine der Hauptaufgaben des Navigators ist es, einen Weg zum Zielhafen zu finden, der für die aktuelle Schiffsgröße angemessen ist. Dafür ist insbesondere wichtig, dass das Wasser immer tief genug ist (Tiefgang), die Wasserstraße breit genug ist (Breite über alles) und keine Hindernisse die Höhe begrenzen (Höhe über dem Wasser). Verkehrsleitzentralen erfragen regelmäßig die Maße ein- oder auslaufender Schiffe, um sie über mögliche Gefahren zu informieren, etwa bezüglich verminderter Wassertiefe oder verminderter Durchfahrtshöhe an Brücken, und um die gefahrlose Kreuzung großer Schiffe auf engen Wasserstraßen zu koordinieren. Auf gewissen Schifffahrtsstraßen (in Deutschland etwa auf der Elbe und auf dem Nord-Ostsee-Kanal) müssen Schiffe ab einer bestimmten Länge Lotsen an Bord nehmen. Ganz große Schiffe können eventuell einen Kanal gar nicht durchqueren (siehe Schiffsgrößen und Wasserstraßen). Auch die Liegegebühren in Häfen und Marinas werden häufig nach der Schiffslänge berechnet.

## Verdrängung
Der Begriff „Verdrängung“ (auch Wasserverdrängung oder Deplacement; frz. déplacement, engl. displacement) leitet sich aus dem archimedischen Prinzip her und illustriert, dass ein Schiff schwimmt (bzw. ein Unterseeboot schwebt), wenn die Masse des verdrängten Wassers der Masse des Schiffes entspricht. Schiffbautechnisch werden die Begriffe Deplacement und Wasserverdrängung (Bezeichnungen: D oder P) mit der Masse des Schiffes gleichgesetzt. Ein Schiff mit einem Deplacement von 10.000 Tonnen verdrängt 10.000 metrische Tonnen Wasser. Dies entspricht etwa 10.000 m³ Süßwasser bei 3,98 °C (siehe alte Definition des Kilogramms). Da die volumenbezogene Verdrängung von der Wasserdichte, d. h. schwankendem Salzgehalt und Temperatur, abhängt, ändert sich der Tiefgang des Schiffes. In der zur Schiffsvermessung notwendigen Werftrechnung oder beispielsweise bei der Berechnung von Ladefällen unterscheidet man aufgrund der notwendigen Anpassung an verschiedene Wasserdichten zwischen dem kubischen Deplacement (auch kubische Verdrängung), das in Kubikmetern angegeben wird, und dem Gewichtsdeplacement in metrischen Tonnen bzw. tn. l (long tons oder britische Tonnen) à 1.016 kg.
Je nach Zuladung (etwa von Ladung oder Treibstoff) und Ausrüstung unterscheidet man zwischen Konstruktionsverdrängung, Maximal- oder Einsatzverdrängung und (insbesondere bei Marineschiffen) Standardverdrängung.
In der deutschen Marinegeschichte war die Konstruktionsverdrängung lange Zeit maßgebend für Kriegsschiffe. Diese Masse errechnete sich aus dem leeren Schiff, der Besatzung, dem vollen Vorrat an Munition, Trink- und Waschwasser, Proviant und anderen Verbrauchsstoffen sowie dem halben Vorrat an Kesselspeisewasser, Schmieröl und Brennstoff.
Im Zuge des Washingtoner Flottenabkommens im Jahr 1922 wurde für Kriegsschiffe die Standardverdrängung eingeführt. Sie galt für die Unterzeichnerstaaten als verbindliche offizielle Angabe, um einen einheitlichen Vergleichswert zu haben, und wurde mit der Zeit von vielen weiteren Marinen übernommen. Die Standardverdrängung (mit der Einheit ts) charakterisiert die Wasserverdrängung des betriebsklaren Kriegsschiffes abzüglich der Brennstoff- und Kesselspeisewasservorräte.

## Tragfähigkeit
Für Handelsschiffe, die möglichst viel Ladung aufnehmen sollen, ist eine auf der Wasserverdrängung basierende Größenangabe wenig sinnvoll, da sich der Beladungszustand häufig ändert und somit die Gesamtmasse keine wirtschaftlich relevante Kennzahl darstellt.

### Deadweight Tons
Für Handelsschiffe ist stattdessen die Tragfähigkeit wichtig. Diese wird mit den englischen Begriffen deadweight tonnage (dwt) oder tons deadweight (tdw) bezeichnet. Die Angabe tons deadweight all told (tdwat, auch TDWAT, T dwat oder einfach tdw) bezeichnet die Gesamt-Tragfähigkeit eines Handelsschiffes. Errechnet wird dieses Maß aus der Differenz der Wasserverdrängung des bis zur höchstzulässigen Lademarke belasteten Schiffes und jener des unbelasteten Schiffes. Maßeinheiten sind wahlweise metrische Tonnen zu je 1000 kg oder englische long tons (tn. l.) zu 1016 kg.

### TEU
Bei Containerschiffen wird die Lade- bzw. Stellplatzkapazität in Anzahl der Container angegeben. Maßeinheit ist die TEU (Twenty-foot Equivalent Unit). Damit ist ein Standard-Container von 20 Fuß Länge gemeint. Ein Containerschiff mit 6.000 TEU bietet also Stellplätze für 6.000 20-Fuß-Container, bei optimaler Verteilung der Gewichte der einzelnen Container und unter Berücksichtigung des Sichtstrahls. Um ein genaueres Bild von der Ladefähigkeit zu vermitteln, wird in Fachkreisen zusätzlich die 14mt homogeneous load verwendet. Dieser Wert gibt an, wie viele Container mit einem Gewicht von je 14 metrischen Tonnen ein Schiff laden kann. Die tatsächliche Kapazität kann davon allerdings in Abhängigkeit vom Fahrtgebiet, zumeist nach unten, erheblich abweichen.
Im Mittelalter wurde die Tragfähigkeit in Lasten oder Fuder angegeben, die etwa der Tragfähigkeit eines einzelnen Fuhrwerks entsprachen.

## Raumgehalt, Tonnage

### Geschichte
Die Ermittlung von Schiffsgrößen wurde notwendig, als man begann, Schiffe mit Abgaben zu belasten, um damit Kosten für Häfen, Leuchtfeuer oder das Ausbaggern von Fahrrinnen abzudecken.
Der Ausdruck Tonne entstand zu einer Zeit, als Schiffe nach der Anzahl der „Tonnen“, der Fässer, die sie transportieren konnten, vermessen wurden. Verschiedene Hafenstädte benutzten dabei unterschiedliche Maße, sodass die Angabe des Referenzmaßes, z. B. der von Lübeck definierten „Lübschen Tonne“, notwendig war. Parallel wurden auch Tragfähigkeitsangaben in „Lasten“ verwendet.
In Großbritannien waren bis gegen 1870 tons nach Builder’s Measurement gebräuchlich, errechnet nach der Formel:
{\displaystyle \mathrm {tons~(bm)} ={\frac {\left(L-{\frac {3B}{5}}\right)\cdot B\cdot {\frac {B}{2}}}{94}}}
wobei L…Länge in Fuß, B…Breite in Fuß.
Die Registertonne ist ein (seit 1969 in Deutschland, in Österreich später) veraltetes Raummaß, also keine Massenangabe. Eine Registertonne entspricht 100 englischen Kubikfuß bzw. 2,832 m³.
Man unterschied Bruttoregistertonnen, kurz BRT (engl. GRT, Gross Registered Tons), von Nettoregistertonnen bzw. NRT (engl. Net Registered Tons).
BRT umfassten das ganze Schiff, also
- zwischen Vermessungs- und Oberdeck,
- unter dem Vermessungsdeck (Unterdeckraumgehalt),
- Inhalt der Luken über Deck,
- Inhalt der Aufbauten.

NRT errechneten sich aus BRT durch Abzüge, nämlich der
- Besatzungsunterkünfte,
- Brennstoffbunker,
- Kommandobrücke,
- Maschinen- und Heizräume,
- Pumpenräume,
- Provianträume,
- Wasserballasttanks,
- Werkstätten und Vorratsräume.

Teilweise wurden diese Räume nicht nach dem tatsächlichen Rauminhalt in die Rechnung eingebracht, sondern mit teilweise erheblich höheren Werten nach bestimmten Ausnahmeregeln, die sich daher auch in bestimmten konstruktiven Eigenarten der betroffenen Schiffe manifestierten.

### Brutto- und Nettoraumzahl (BRZ, NRZ)
Die dimensionslosen Zahlen Bruttoraumzahl (BRZ), engl.: Gross-Tonnage (GT), und Nettoraumzahl (NRZ) bezeichnen heute die Größe eines Schiffes. Nach der BRZ oder NRZ berechnen sich weiterhin die tonnage dues, die Gebühren für Hafennutzung (Hafengebühren), Kanal- oder Schleusendurchfahrt und Lotsen. BRZ und NRZ ersetzen die veraltete Bruttoregistertonne (BRT) und Nettoregistertonne (NRT).
Die genaue Berechnung der BRZ erfolgt durch folgende Formeln:
{\displaystyle BRZ=K_{1}\cdot V}
{\displaystyle K_{1}=0{,}2+0{,}02\cdot \log _{10}V}
Dabei ist V der Zahlenwert des in Kubikmeter gemessenen Inhalts aller geschlossenen Räume vom Kiel bis zum Schornstein. K1 ist ein Wert, der monoton mit dem Schiffsvolumen V wächst.
Er ist im internationalen Schiffsvermessungs-Übereinkommen von 1969 für gewisse Werte zwischen 10 und 1 Mio. m³ tabelliert und hat für diesen Bereich Werte
zwischen 0,22 und 0,32. Die tabellierten Werte für ein Schiff mit einem Volumen von 10.000 m³ und 15.000 m³ betragen 0,2800 und 0,2835. Die BRZ berechnet sich zu 2800 und 4253. Für ein Schiff mit dem Volumen von 12.500 m³ ergibt sich daraus durch lineare Interpolation ein Wert von K1 = 0,2818 und damit eine BRZ von 3521. Durch direktes Anwenden der Formel ergäbe sich hingegen K1 = 0,2819.
Die NRZ ist abhängig vom Inhalt der Laderäume, dem Tiefgang, der Seitenhöhe und der Anzahl der Fahrgäste. Die mit Hilfe einer speziellen Formel errechnete NRZ darf nicht kleiner sein als 30 % der BRZ. Offene Containerschiffe und Doppelhüllentanker erhalten gemäß entsprechenden IMO-Vorschriften eine Reduzierung der BRZ. Diese wird im Schiffsmessbrief vermerkt.
Diese Werte sind im amtlichen internationalen Schiffsmessbrief (International Tonnage Certificate) erfasst, der bei der Indienststellung eines Schiffes in Deutschland vom Bundesamt für Seeschifffahrt und Hydrographie (BSH) ausgestellt wird. In Österreich sind dafür, abhängig von der Schiffsgröße, die Länder oder (ab 24 m) die Oberste Schifffahrtsbehörde des Bundes zuständig.
Die EU legt für Jachten den Faktor 0,24 fest. Speziell österreichische Jachten waren vor der Einführung der BRZ benachteiligt, da die Vermessung nach BRT rund die doppelte Kanalgebühr bewirken konnte wie für die gleiche Jacht unter deutscher Flagge. Die in deutschen Flaggenzertifikaten eingetragene Tonnage war durch eine andere Formel zustande gekommen. Für Jachten mit einer Länge von weniger als 24 Metern ist kein internationaler Schiffsmessbrief vorgeschrieben.

## Tiefgang

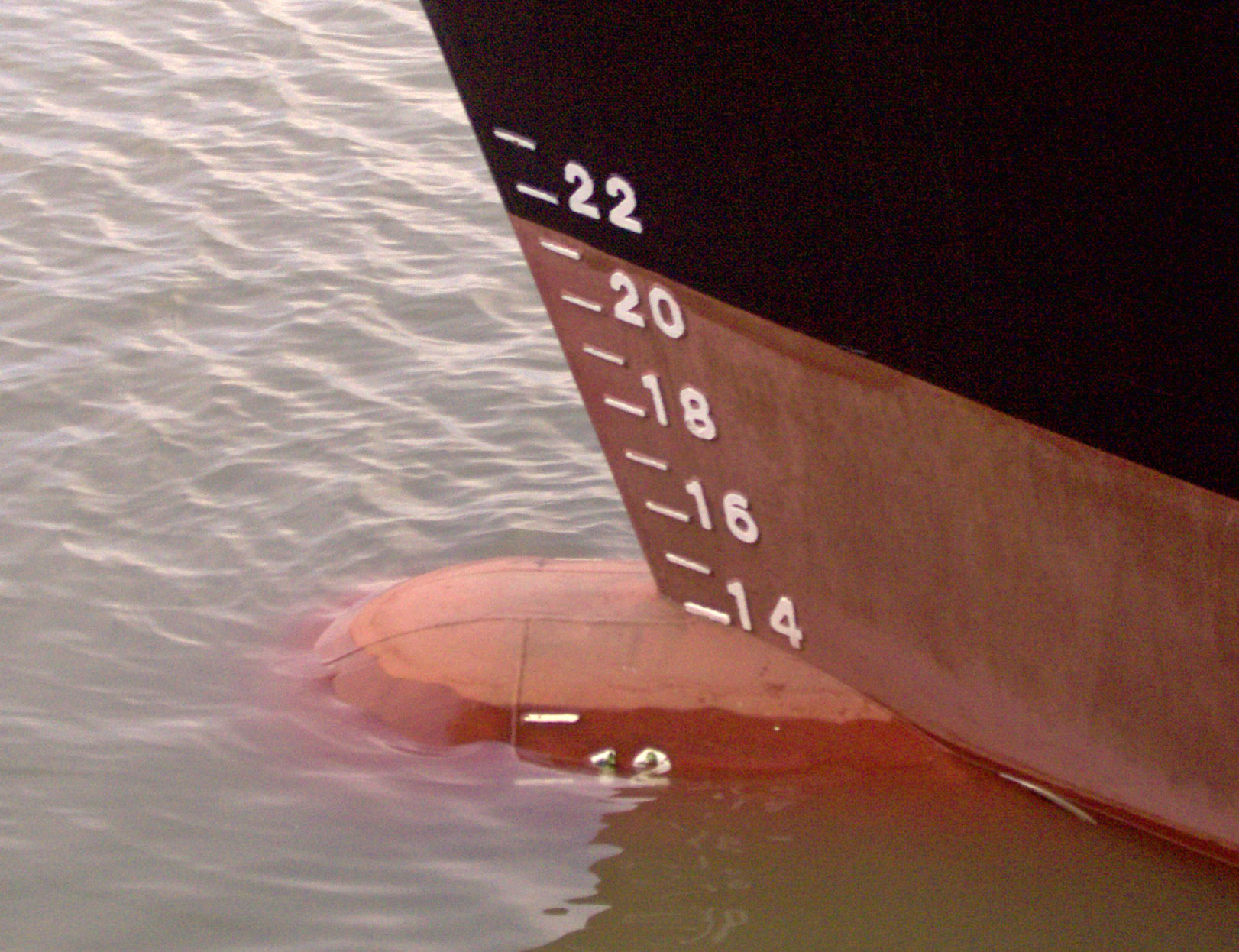
Ahming am Bug eines modernen Frachters

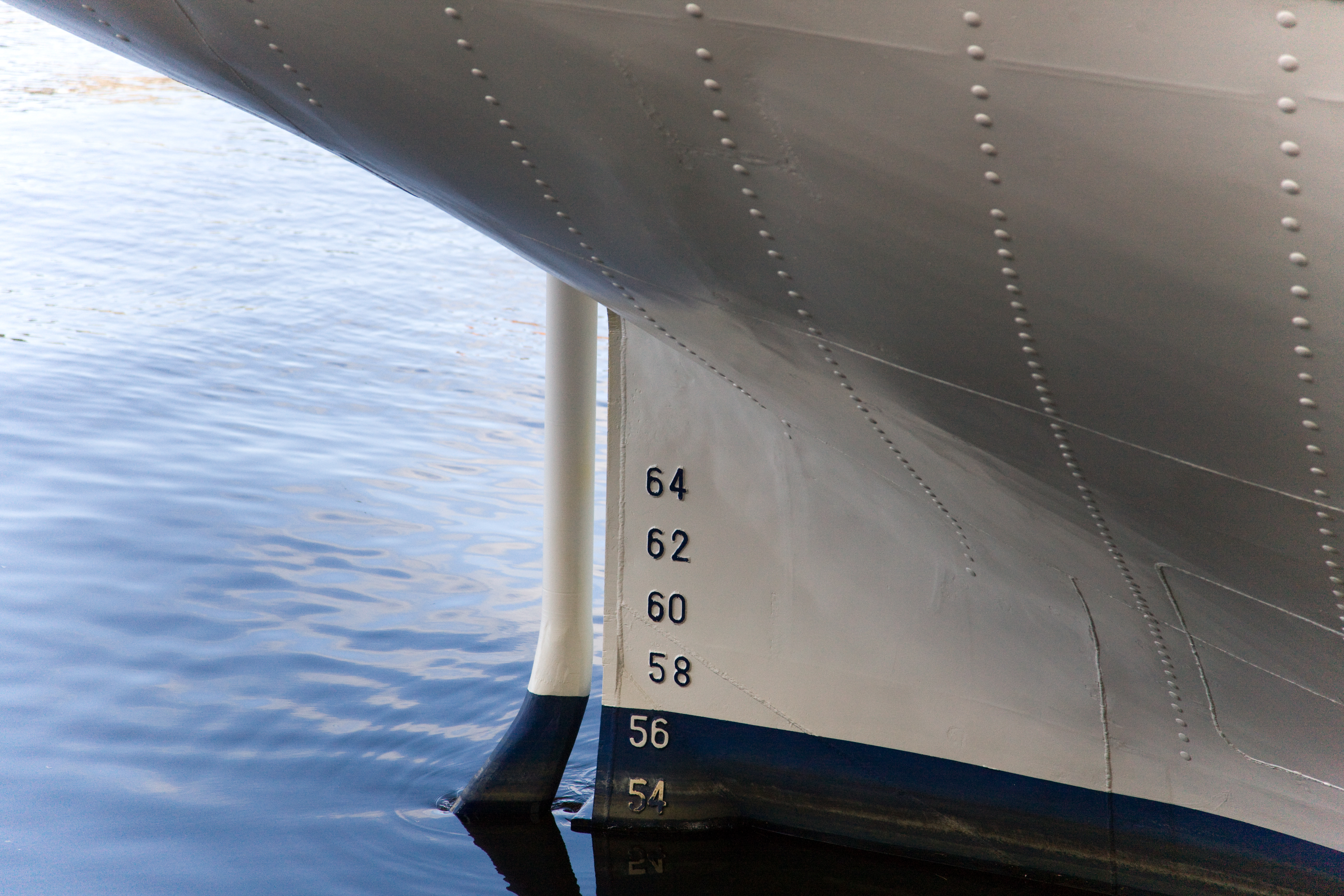
Ahming am Heck der Gorch Fock

Der Tiefgang eines Schiffes ist definiert als der Abstand von der Wasseroberfläche bis zum tiefsten Punkt des Schiffs (i. d. R. also der Unterkante des Kiels) bei stabiler unbewegter Schwimmlage in ruhigem Wasser. Er muss vor allem in flachen Gewässern beachtet werden und entscheidet z. B. darüber, in welche Häfen das Schiff einlaufen kann. Der Tiefgang wird größer, wenn das Schiff infolge höherer Beladung tiefer ins Wasser taucht, und wird ebenfalls beeinflusst von der infolge verschiedener Salzgehalte und verschiedener Temperaturen veränderlichen Dichte des Wassers. Grundsätzlich taucht ein Schiff in Süßwasser tiefer ein als in Salzwasser. Abgesehen von diesen statischen Einflüssen auf den Tiefgang muss auch der dynamische Einfluss der Auf- und Abbewegungen bei Seegang und Fahrt berücksichtigt werden.
Aus dem Tiefgang und dem Trimm ergibt sich auch die Überwasserhöhe des Schiffes, deren Kenntnis beispielsweise zur Einhaltung von Brückendurchfahrtshöhen notwendig ist.

### Ahming
Die Ahming (<gr. 'áme' = Eimer) ist eine Tiefgangsskala oder -marke, die am Vor- oder Achtersteven (Bug und Heck) eines Seeschiffes und bisweilen auch mittschiffs angebracht ist. Die Tiefgangsangabe wird von der Unterkante des Kiels nach oben gerechnet und in Dezimetern oder englischen Fuß angegeben. Mitunter finden sich beide Angaben parallel (Angabe in Dezimetern auf der einen Seite, Angabe in englischen Fuß auf der anderen Seite des Schiffes).

### Seitenhöhe
Die Seitenhöhe ist der senkrechte Abstand, gemessen von der Unterkante des Kiels bis zur Oberkante des Freiborddecksbalkens (Decksstrich) an der Bordseite. Durch sogenannte wirksame Aufbauten kann die Seitenhöhe auch größer als die Höhe des Freiborddecks sein. Insbesondere bei Fähren ist dies der Fall.

### Freibord
Freibord ist der mittschiffs senkrecht nach unten gemessene Abstand des Freiborddecks (am Schiffsrumpf markiert durch die Oberkante des Decksstrichs) zur Oberkante der Freibordmarke bzw. der entsprechenden Lademarke oder der tatsächlichen Wasserlinie.
Der Freibord verringert sich beim Eintauchen des Schiffs durch Beladung zugunsten des Tiefgangs.
Der aktuelle Freibord ist anhand der Markierungen auf dem Rumpf des Schiffs jederzeit von außen kontrollierbar.
Der angegebene, mindestens einzuhaltende Freibord gewährleistet genügend Auftrieb, um das Schiff in jedem Seegang stabil zu halten. 

### Freibordmarke

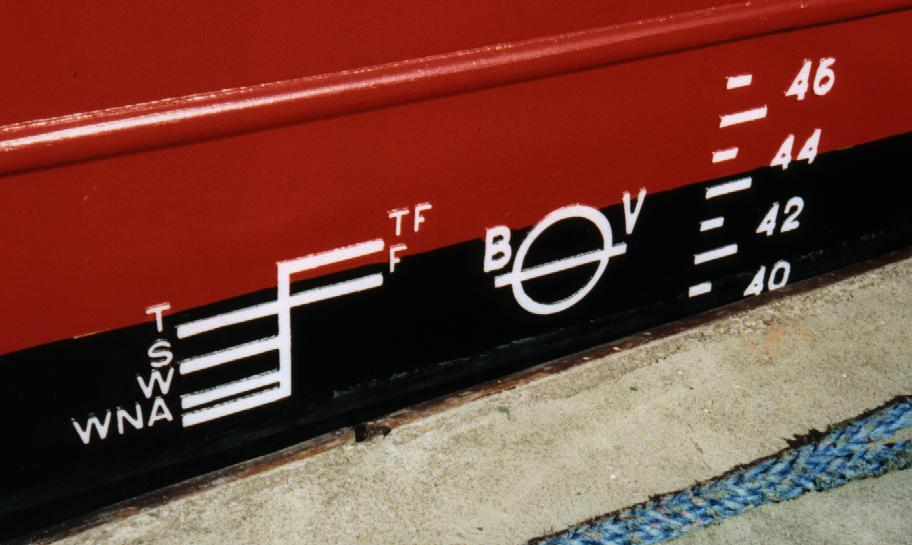
Von links nach rechts: Lademarke, Freibordmarke der Klassifikationsgesellschaft Bureau Veritas und Ahming

Die Freibordmarke (auch Plimsoll-Marke nach Samuel Plimsoll, der sie in den 1870er Jahren einführte) gibt die Grenze für den infolge Beladung veränderlichen Freibord des Schiffsrumpfes an. Sie befindet sich bei Handelsschiffen auf halber Schiffslänge in der Nähe des Hauptrahmenspants beidseitig am Rumpf des Schiffes, genau unterhalb des Decksstrichs, der die Lage des Freiborddecks markiert.
Die Freibordmarke besteht aus einem Ring von 300 Millimetern (12 Zoll) Außendurchmesser mit einer Breite von 25 Millimetern (1 Zoll), der durch einen waagerechten Strich von 450 Millimetern (18 Zoll) Länge und ebenfalls 25 Millimetern (1 Zoll) Breite geschnitten wird; die Oberkante des Striches verläuft durch den Mittelpunkt des Ringes.
Diese Marke soll – etwa durch Aufschweißung von Stahl – so dauerhaft markiert sein, dass sie auch bei Abblättern der Farbe noch erkennbar bleibt.
Der Abstand der Freibordmarke vom Decksstrich (Oberkante Strich bis Oberkante Strich) entspricht dem Sommerfreibord bei Seeschiffen in Salzwasser.
Die Buchstaben am Ring der Freibordmarke bezeichnen die Klassifikationsgesellschaft (115 mm Schriftgröße):
- GL = Germanischer Lloyd
- AB = American Bureau of Shipping
- IR = Indian Register of Shipping
- LR = Lloyd’s Register of Shipping
- BV = Bureau Veritas
- NK = Nippon Kaiji Kyōkai
- KR = Korean Register of Shipping
- NV = Det Norske Veritas
- RI = Registro Italiano Navale
- VL = DNV GL

Anmerkung: Symmetrische Zeichen ähnlich dem Plimsoll-Zeichen ⦵ werden auch in der Physik und Chemie zur Indizierung eines Standardzustands und an Gehäusen von Kameras zur Markierung der Lage der Bildebene (Filmebene) verwendet.

### Lademarke

Freibordmarke (links) und Lademarke (rechts), Steuerbordseite

Neben der Freibordmarke (Strich mit Kreis) weisen unterschiedlich hohe Lademarken auf die erlaubten Eintauchtiefen in Wasser unterschiedlicher Dichte hin.
Von einem senkrechten Strich 540 Millimeter (21 Zoll) vor dem Mittelpunkt des Ringes der Freibordmarke mit 25 mm (1 Zoll) Breite gehen mehrere gleich breite waagrechte Striche von 230 mm (9 Zoll) Länge aus.
Die obersten zwei Stufen für Süßwasser der Binnengewässer nach hinten, also zur Kreismarke hin, vier untereinander tiefer liegende für das dichtere Salzwasser der Meere nach vorne, also weg von der Freibordmarke.
So wird ein zu knappes Beieinanderliegen der Marken für kaltes Süßwasser und tropisch warmes Salzwasser vermieden und ein einprägsames Design erreicht. Es gelten jeweils die Oberkanten der Linien als markierte Höhe. Etwas darüber oder seitlich der freien Strichenden sind diese Lademarken wie folgt gekennzeichnet:
- TF = Freibord Süßwasser Tropen („F“ für engl. Fresh Water)
- F = Freibord in Süßwasser
- T = Freibord in tropischem Seewasser (Salzwasser des Meers)
- S = Sommerlademarke in Seewasser (identisch mit Freibordmarke im Kreis nach Freibordzeugnis)
- W = Freibord in Seewasser im Winter
- WNA = Freibord in Seewasser im Winter im Nordatlantik

Die relative Lage der Lademarken-Leiter rechts oder links der Plimsoll-Kreismarke weist stets zum Bug und macht dadurch auch klar, welche Schiffsseite man vor sich hat: Steuerbord bzw. Backbord.

### Holzfreibord

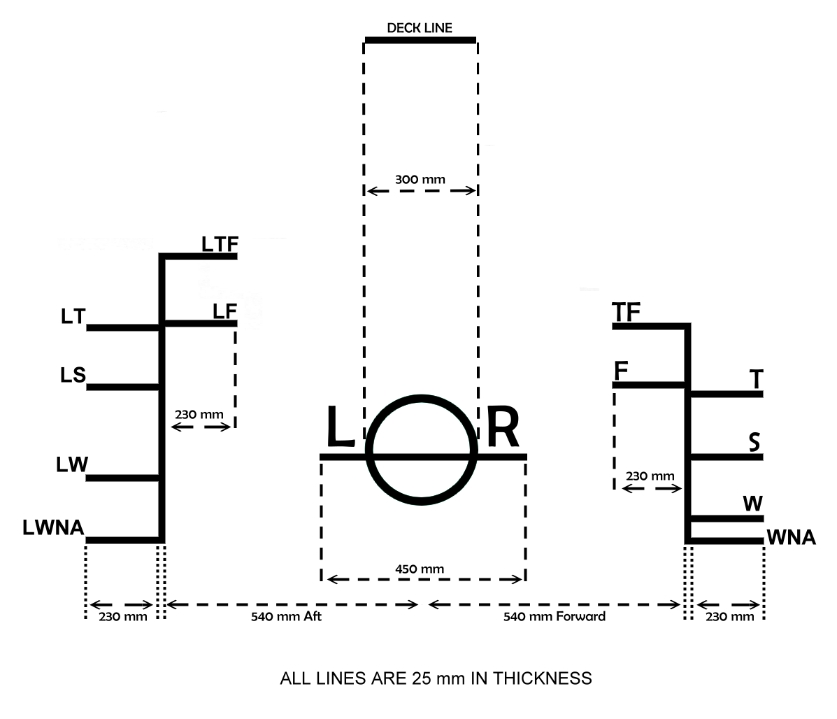
Plimsoll-Marke mit Holzfreibord

Werden auf Antrag Holzfreiborde (spezieller Freibord für den Transport von Holz an Deck) erteilt, so werden diese zusätzlich zu den Lademarken angemarkt. Diese Holzlademarken sind wie die gewöhnlichen Lademarken beschaffen, jedoch werden sie 540 Millimeter (21 Zoll) hinter dem Mittelpunkt des Ringes der Freibordmarke angebracht.
- LTF = Holz-Tropen-Süßwasser (F für Fresh Water)
- LF = Holz-Süßwasser
- LT = Holz-Tropen
- LS = Holz-Sommer
- LW = Holz-Winter
- LWNA = Holz-Winter-Nordatlantik

Das vorgesetzte „L“ kommt wohl von engl. lumber für Bauholz. Die „L“-Marken liegen höher, mit Holz darf also ein Schiff unter bestimmten Umständen schwerer beladen werden.

### Süßwassermarke
Auf Segelschiffen werden neben der Freibordmarke nur die Süßwasser- (*F) und die Winter-Nordatlantik-Lademarke (*WNA) angemarkt.

### Einsenkungsmarke (Binnenschiff)

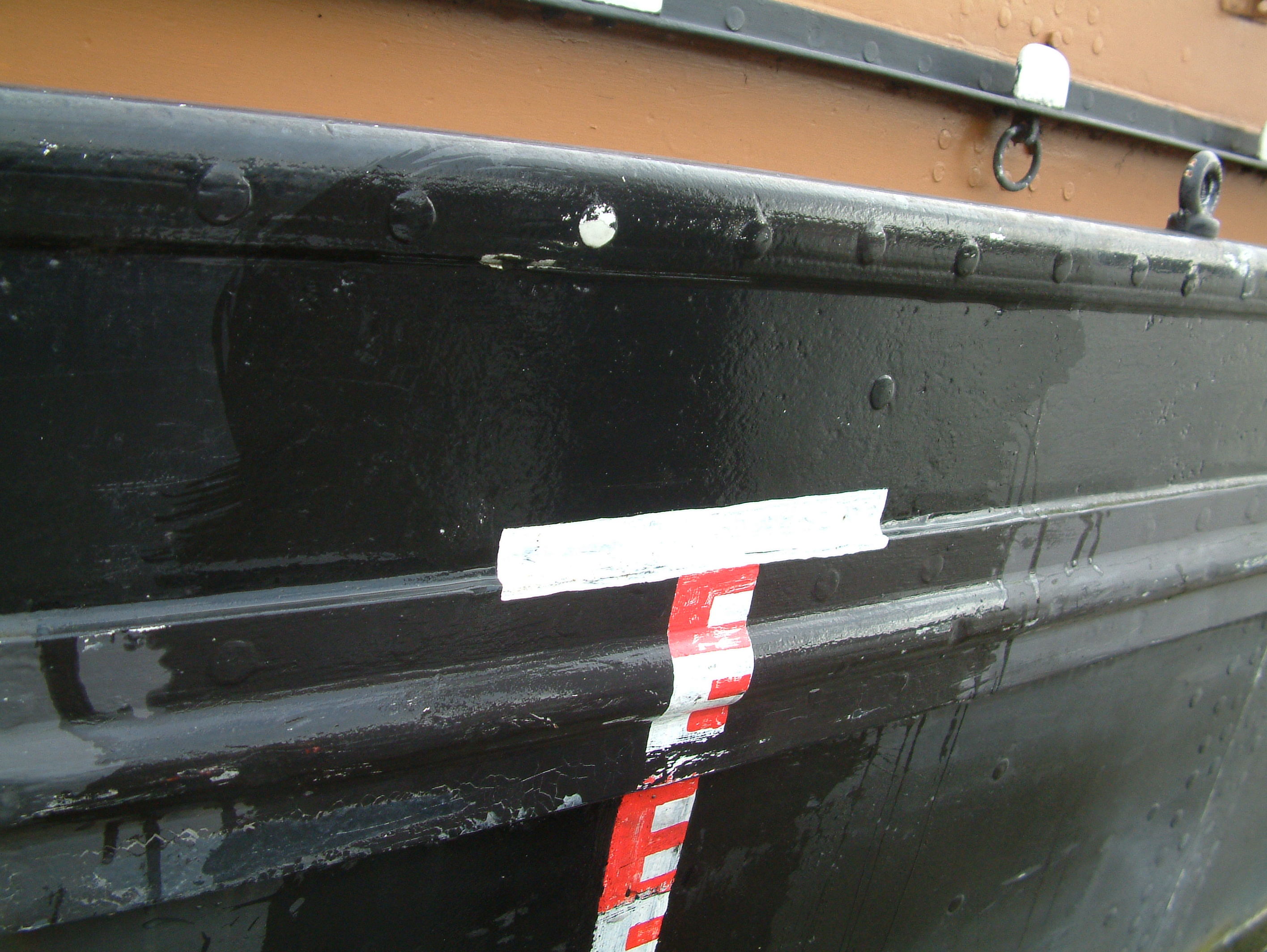
Einsenkungsmarke Binnenschiff

Binnenschiffe haben anstelle der Plimsoll-Marken Einsenkungsmarken.
- Passagierschiffe und schwimmende Geräte müssen etwa mittschiffs auf beiden Seiten Einsenkungsmarken tragen. Güterschiffe über 40 Meter Länge müssen überdies auf beiden Seiten je in einem Abstand von etwa einem Sechstel der Länge vom Bug und vom Heck solche Marken tragen, bei Schiffen unter 40 Meter Länge reichen jeweils zwei Einsenkungsmarken auf jeder Seite aus.
- Die Einsenkungsmarken müssen eine Länge von 30 cm und eine Höhe von 4 cm haben. Sie sind unaustilgbar hell auf dunklem Grund oder dunkel auf hellem Grund so anzubringen, dass ihre Unterkante der tiefsten Einsenkung entspricht.

Während an dieser Einsenkungsmarke die Strichunterkante als Grenze gilt, gelten an den Lademarken-Strichen quer durch und neben dem Plimsoll-Ring genau umgekehrt deren Oberkanten.

## Abmessungen
| Abk. | engl.            | Bedeutung                       | Spezifikation |
| ---- | ---------------- | ------------------------------- | --- |
| LaD  |                  | Länge an Deck                   | vom vordersten zum hintersten festen Punkt (Vorderkante Vorsteven – Hinterkante Achtersteven auf Deckshöhe)                                |
| Lüa  | Loa              | Länge über alles                | vom vordersten zum hintersten festen Punkt (Bug – Heck); bei Segelschiffen, wenn nicht ausgeschlossen, von Klüverbaumnock – Heck/Besannock |
| LzdL | Lpp veraltet Lbp | Länge zwischen den Loten        | Schnittpunkt Wasserlinie-Vorsteven auf KWL (VL) – Mitte Ruderschaft (HL). Länge zwischen den Perpendikeln                                  |
| LWL  |                  | Länge in der Schwimmwasserlinie | (KWL; Vorderkante Vorsteven – Hinterkante Achtersteven in der KWL einschließlich Ruderblatt)                                               |
| VL   | FP               | Vorderes Lot                    | Schnitt des Vorstevens mit der KWL |
| HL   | AP               | Hinteres Lot                    | meist Ruderachse |
| KWL  |                  | Konstruktionswasserlinie        | Schwimmwasserlinie bei Sommerfreibord |
| Büa  | Boa              | Breite über alles               | gemessen in der Schiffsmitte bzw. an der breitesten Stelle                                                                                 |
| B    |                  | Konstruktionsbreite             | gemessen auf Außenkante Spant bei Stahlschiffen                                                                                            |
| R    |                  | Raumtiefe                       | Schiffsinnenmaß, Oberkante Bodenwrangen – Unterkante oberstes durchgehendes Deck, gemessen mittschiffs auf halber Schiffslänge             |
| Tg   |                  | Größter Tiefgang                | |
| T    |                  | Konstruktionstiefgang           | gemessen auf Unterkante Bodenwrange bei Stahlschiffen auf halber Länge zwischen den Loten (Lpp)                                            |
| H    |                  | Seitenhöhe                      | Höhe des Schiffsrumpfs von Oberkante Balkenkiel bis Deck, seitlich auf halber Schiffslänge gemessen                                        |
| F    |                  | Freibord                        | gemessen von KWL bis Oberkante Deckbelag an der Seite des Schiffes auf halber Schiffslänge                                                 |

Spanten- und Wasserlinienriss (Bug liegt rechts)

Anmerkung: Bei Holzschiffen werden im Gegensatz zu Stahlschiffen alle Maße auf Außenkante Beplankung gemessen; L, T bis zu dem Punkt, wo die Außenhaut in die Steven bzw. den Kiel einläuft (Sponung).

### Höhenangaben
Neben der Seitenhöhe wird auch die Gesamthöhe von Schiffen angegeben. Hierbei werden unterschieden:
- Höhe über Unterkante Kiel bis Oberkante Aufbau oder Schornstein oder Mastspitze
- Höhe über Konstruktionswasserlinie (KWL) bis Oberkante Aufbau oder Schornstein oder Mastspitze (ergibt sich aus der vorgenannten durch Abzug des Tiefgangs). Diese Höhe wird international auch als Air draft bezeichnet und ist immer dann von Bedeutung, wenn das Schiff eine Brücke unterqueren soll.
- bei Segelschiffen auch: Masthöhe über Deck
- Fixpunkthöhe zwischen dem Wasserspiegel und dem höchsten festen Punkt eines Schiffes. Sie ist entscheidend dafür, ob ein Schiff eine Brücke oder ein anderes Über-Kopf-Hindernis passieren kann.[5]

## Formkoeffizienten
Aus den Hauptabmessungen lassen sich Kennwerte ableiten. Sie ermöglichen eine erste grobe Einschätzung von Eigenschaften des Schiffes oder Bootes. Dies gilt auch nur für konventionelle Formen, also beispielsweise nicht für Gleitboote. Für detaillierte Betrachtungen bei einem konkreten Wasserfahrzeug ist der dreidimensionale Strömungszustand zu komplex, um auf wenige Zahlen reduziert werden zu können.
Das Maximum für diese Koeffizienten ist 1; das gilt für einen Quader. Das Minimum beträgt theoretisch 0. Die wichtigsten Koeffizienten sind nachfolgend dargestellt.

### Blockkoeffizient
Der Blockkoeffizient CB gibt das Verhältnis zwischen dem verdrängten Volumen {\displaystyle \nabla } des Schiffes und dem Block   Lpp × B  × T   an:
{\displaystyle C_{B}={\frac {\nabla }{L_{pp}\cdot B\cdot T}}}
Je kleiner CB, desto „schlanker“ das Schiff. Schnelle Schiffe haben meist einen kleinen CB.
Der Blockkoeffizient wird auch als Völligkeit bezeichnet.

### Wasserlinienkoeffizient
Der Wasserlinienkoeffizient CWP gibt das Verhältnis der Fläche der Konstruktionswasserlinie AW zu dem Rechteck   Lpp × B  an:
{\displaystyle C_{WP}={\frac {A_{W}}{L_{pp}\cdot B}}}
Ein großer Wasserlinienkoeffizient in Kombination mit einem kleinen Blockkoeffizienten bedeutet eine große Stabilität, sowohl quer- als auch längsschiffs.

### Mittschiffskoeffizient oder Hauptspantkoeffizient
Der Hauptspantkoeffizient CM gibt das Verhältnis von Hauptspantfläche AM zu dem Rechteck   B  × T   an:
{\displaystyle C_{M}={\frac {A_{M}}{B\cdot T}}}
Ein Hauptspantkoeffizient nahe 1 lässt auf ein sehr völliges Schiff schließen, ein schnelles Boot hätte hier eher einen niedrigeren Wert. Wird die Spantform dreieckig, ergibt sich 0,5.
Liegt auf genau halber Länge (Lpp) nicht der Spant mit der größten Fläche (wie beim konventionellen Handelsschiff), so kann statt dieses Hauptspants und seiner Fläche AM auch die größte Spantfläche AX verwendet werden.

### Prismatischer Koeffizient
Der prismatische Koeffizient (der Länge), auch Schärfegrad genannt, CP gibt das Verhältnis zwischen dem Volumen V des eingetauchten Teils des Schiffes und dem Block   AM × Lpp   an:
{\displaystyle C_{P}={\frac {V}{L_{pp}\cdot A_{M}}}={\frac {L_{pp}\cdot B\cdot T\cdot C_{B}}{L_{pp}\cdot (B\cdot T\cdot C_{M})}}={\frac {C_{B}}{C_{M}}}}
CP beeinflusst stark den Verdrängungswiderstand des Schiffes und somit die benötigte Antriebsleistung (je kleiner CP, desto geringer ist die erforderliche Kraft bei konstanter Fahrtgeschwindigkeit). 
Alternativ kann bei ausgefallenen Formen (beispielsweise Yacht) wieder AX eingesetzt werden.

## Geschwindigkeitsangaben
Die Geschwindigkeit von Seeschiffen wird in Knoten angegeben, auf Binnengewässern nimmt man km/h. Ein Knoten (kn) entspricht einer Seemeile pro Stunde, also 1,852 km/h. Man unterscheidet die Fahrtgeschwindigkeit relativ zum Wasser und die von Strömung und Wind beeinflusste Wahre Geschwindigkeit, die Geschwindigkeit über Grund. Erstere wird mit einem Log gemessen, Letztere heute normalerweise mit einem GNSS-Empfänger.
Charakteristisch für die Geschwindigkeit eines Schiffes ist die sogenannte Froude-Zahl. Sie ist definiert als
{\displaystyle F_{n}={\frac {v}{\sqrt {g\cdot L_{WL}}}}}
mit: LWL Länge in der Wasserlinie, g Erdbeschleunigung, v Geschwindigkeit relativ zum Wasser
Jedem Schiffstyp kann ein gewisser Froude-Bereich zugeordnet werden, in dem es wirtschaftlich fährt, beispielsweise:
- Containerfrachter 0,15–0,25
- Schlepper 0,25–0,30
- Gleitfahrzeuge > 0,50

Mit der Froudezahl ändert sich die Charakteristik der Ausbreitung von Bug- und Heckwelle und der dadurch induzierte Widerstand.

## Vereinfachungen bei „kleinen“ Schiffen
Bei den „kleinen“ Schiffen der Sportschifffahrt und Küstenfischerei begnügt man sich bei den Schiffsmaßen meist mit wenigen, unveränderlichen Werten: Tiefgang, Länge, Breite und (Mast)höhe.
- Der Tiefgang kann als konstant angenommen werden, da er sich innerhalb der zulässigen Beladungsgrenzen nur unwesentlich verändert. Die Veränderung innerhalb von wenigen Zentimetern ist zudem wesentlich kleiner als die für sichere Navigation erforderliche Sicherheitsmarge bei der Wassertiefe.
- Bei der Länge muss in seltenen Fällen noch zwischen Rumpflänge und Länge über alles unterschieden werden. Besonders Segelschiffe haben oft einen vorstehenden Gennaker- oder Klüverbaum. Ist er unbeweglich, muss er in Häfen berücksichtigt werden.
- Als Breite wird die Breite über Alles angegeben. Ihre Kenntnis ist in Häfen notwendig, die mit Dalben zum Festmachen ausgerüstet sind, denn der ideale Liegeplatz ist gerade so breit, dass das Schiff zwischen die Dalben passt. In vielen Häfen sind die Platzbreiten außen angeschrieben, damit man den passenden Platz schneller findet.
- Die Höhe des Schiffs ist relevant, wenn man eine Brücke unterqueren möchte. Während Motorboote Klappbrücken oft auch in geschlossenem Zustand passieren können, ist dies Segelschiffen mit wenigen Ausnahmen grundsätzlich verwehrt.

Die Kenntnis der Wasserlinienlänge, aufgrund der sich die Rumpfgeschwindigkeit bestimmen lässt, ist eher theoretischer Natur und von geringer praktischer Bedeutung. Die Verdrängung (in Kilogramm oder Tonnen) ist identisch mit dem Gewicht des Bootes und wird beispielsweise benötigt, wenn das Schiff gekrant werden soll. Eine Vermessung nach Bruttoraumzahl findet bei Schiffen kürzer als 24 m normalerweise nicht statt.

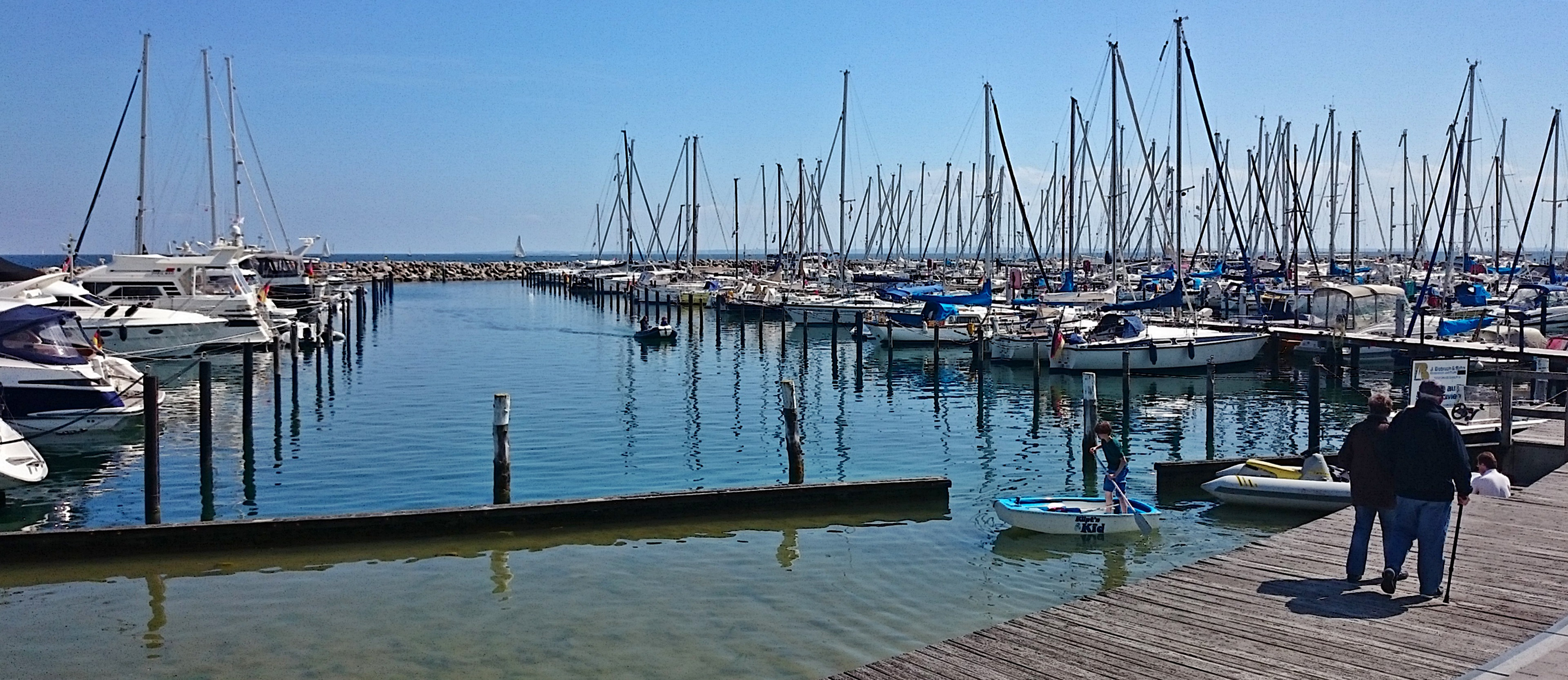
Mit Dalben ausgerüstete Marina, hier in Grömitz

Das für Gäste zu entrichtende Hafengeld bestimmt sich in den meisten deutschen Häfen nach Länge, selten nach Breite des Schiffes, obwohl die Breite bei mit Dalben ausgerüsteten Häfen – bei denen also mit dem Bug oder dem Heck zum Steg angelegt wird – das relevantere Maß für den Platzbedarf eines Bootes ist.